# Terlinguacreekite
La terlinguacreekite è un minerale.